# Nick Diaz
Nicholas Robert Diaz (ur. 2 sierpnia 1983 w Stockton) – amerykański zawodnik mieszanych sztuk walki (MMA) oraz triathlonista. W latach 2010–2011 mistrz organizacji Strikeforce w wadze półśredniej (77 kg).
Jego młodszy brat Nate jest również zawodnikiem MMA.

## Kariera MMA

### WEC i UFC
Mieszane sztuki walki zaczął trenować w wieku 16 lat. Zawodowo walczy od 2001 roku. W marcu 2003 roku pokonał przez poddanie Joego Hurleya, zdobywając mistrzostwo WEC w wadze półśredniej. Dzięki temu w lipcu tego samego roku zadebiutował w UFC, największej amerykańskiej organizacji MMA. Do listopada 2006 roku stoczył dla niej 10 walk (6 zwycięstw, 4 porażki), po czym nie przedłużył z nią kontraktu. Miał walczyć w The Gracie Fighting Championships. Ta założona przez Cesara Graciego (trenera i managera Diaza) organizacja z powodów finansowych szybko jednak upadła. Diaz podpisał więc kontrakty z prestiżową japońską organizacją PRIDE Fighting Championships oraz nowo powstałą amerykańską Elite Xtreme Combat.

### PRIDE FC
Umowa z PRIDE opiewała na dwie walki, jednak Diaz zdążył stoczyć tylko jedną, zanim japońską organizację wykupili właściciele konkurencyjnej UFC. Odbyła się ona 24 lutego 2007 roku w Las Vegas, podczas gali PRIDE 33 Second Coming. Przeciwnikiem Diaza był mistrz PRIDE w wadze lekkiej, Takanori Gomi (uznawany ówcześnie za najlepszego zawodnika świata w tej kategorii). Stawką walki nie był jednak tytuł, a dla Diaza był to debiut w wadze lekkiej (70 kg). Początek pojedynku stał pod znakiem przewagi faworyzowanego Japończyka, który zdołał doprowadzić do nokdaunu Diaza. Amerykanin nie dał się jednak znokautować, co więcej, pod koniec rundy sam przejął inicjatywę w wymianach bokserskich. W drugiej rundzie walka przeniosła się do parteru. Tam Diaz zdołał założyć Gomiemu duszenie golenią (tzw. gogoplata) i niespodziewanie zmusił go do poddania.
W kwietniu Komisja Sportowa Stanu Nevada ogłosiła, że przeprowadzony tuż przed walką test antydopingowy Diaza dał wynik pozytywny. W jego organizmie stwierdzono obecność znacznej ilości THC (3,5-krotnie przekroczony dozwolony próg), wskazującej na zażycie marihuany. Zdaniem komisji przeciwbólowe działanie narkotyku mogło wpłynąć na dyspozycję zawodnika oraz korzystne dla niego rozstrzygnięcie walki. Diaz został zdyskwalifikowany na 6 miesięcy i ukarany finansowo, a wynik pojedynku zmieniono na no contest.

### EliteXC
Pierwszą walkę po upłynięciu zawieszenia stoczył na Hawajach, wygrywając na gali EliteXC: Unfinished Business z Mikiem Ainą. W kolejnym pojedynku, 10 listopada 2007 roku walczył w Corpus Christi przeciwko K.J. Noonsowi o tytuł mistrza EliteXC w wadze lekkiej. Noons, bokser i były kick-boxer, kontrolował bój w stójce, trafiając rywala ciosami pięściami w korpus i głowę, podczas gdy Diaz bezskutecznie próbował go obalić. Ostatecznie Noons wygrał przez TKO, gdy walka została przerwana przez lekarza w przerwie pomiędzy 1. i 2. rundą z powodu licznych rozcięć na twarzy Diaza.
W 2008 roku Diaz stoczył trzy wygrane przed czasem pojedynki − jeden w Japonii dla DREAM i dwa dla EliteXC.

### Strikeforce
Na początku 2009 roku kontrakt Diaza został wykupiony przez organizację Strikeforce. Zadebiutował w niej 11 kwietnia 2009 roku, walcząc w San Jose z utytułowanym Frankiem Shamrockiem (w umówionym limicie 180 funtów, czyli ok. 82 kg). Pokonał go przez TKO w drugiej rundzie na skutek ciosów pięściami, dominując wcześniej zarówno w parterze, jak i stójce.
Odniesiona dwa miesiące później kolejna wygrana przed czasem nad Scottem Smithem przybliżyła Diaza do walki o wakujące mistrzostwo Strikeforce w wadze półśredniej. Zmierzył się o nie 31 stycznia 2010 roku w Sunrise (gala Strikeforce: Miami) z mistrzem DREAM, Mariusem Žaromskisem. Diaz zdobył tytuł, nokautując Litwina w ostatniej minucie 1. rundy. Cztery miesiące później, w swojej drugiej walce dla DREAM pokonał w Saitamie przez poddanie czołowego japońskiego zawodnika Hayato Sakurai.
9 października 2010 roku, po raz pierwszy broniąc mistrzostwa Strikeforce, zmierzył się w rewanżu z Noonsem. Pokonał go przez jednogłośną decyzję sędziów po 5-rundowym pojedynku. W 2011 roku stoczył dwie kolejne skuteczne obrony tytułu. Najpierw 29 stycznia poddał w 2. rundzie za pomocą dźwigni na staw łokciowy Brazylijczyka Evangelistę Santosa, a 9 kwietnia znokautował uderzeniami w parterze w końcówce 1. rundy Paula Daleya (choć sam chwilę wcześniej był bliski bycia znokautowanym przez Anglika).

### Powrót do UFC
W czerwcu 2011 roku podpisał kontrakt z UFC. Już w pierwszej walce miał się zmierzyć o mistrzostwo tej organizacji z Georges'em St-Pierre'em. Starcie było planowane na 29 października (UFC 137). 7 września władze UFC poinformowały jednak, że Diaza zastąpi w tym pojedynku Carlos Condit. Przyczyną tego posunięcia było niestawianie się zawodnika na konferencje prasowe promujące walkę. Wkrótce potem nowym rywalem Diaza ogłoszono B.J. Penna, którego pokonał przez jednogłośną decyzję, dzięki lepszym umiejętnościom bokserskim.
4 lutego 2012 roku stoczył pojedynek o tymczasowe mistrzostwo w wadze półśredniej z Conditem (w związku z kontuzją St-Pierre'a). Diaz przegrał po 5 rundach przez jednogłośną decyzję sędziów (49-46, 49-46, 48-47). Rozczarowany tym werdyktem oraz przebiegiem samej walki, oznajmił po niej, że nosi się z zamiarem zakończenia startów w MMA. Co więcej, przeprowadzone po tym pojedynku badanie antydopingowe wykryło w organizmie Diaza metabolity marihuany. W kosekwencji zawodnik został ukarany grzywną i 12-miesięczną dyskwalifikacją. Po odbyciu kary otrzymał szansę stoczenia odwleczonej walki o mistrzostwo z St-Pierre’em. Diaz przegrał jednogłośnie na punkty z Kanadyjczykiem po czym wycofał się na prawie 2 lata z MMA. 31 stycznia 2015 powrócił do klatki UFC na pojedynek z inną gwiazdą organizacji, byłym mistrzem Andersonem Silvą. Diaz kolejny raz uległ przeciwnikowi na punkty przedłużając serię porażek do trzech, prócz tego po walce okazało się, iż był ponownie na dopingu. U Diaza wykryto już trzeci raz w ciągu jego kariery substancję THC (marihuana). Nieoczekiwanie wynik antydopingowy okazał się pozytywny również w przypadku Silvy. W organizmie Brazylijczyka wykryto steryd anaboliczny drostanolon oraz androsteron. Sankcjonująca walkę Sportowa Komisja Stanu Nevada uznała ją za no contest oraz zdyskwalifikowała Slivę na okres roku, natomiast Diaza − ze względu na recydywę − na okres 5 lat. Ostatecznie 12 stycznia 2016 podczas kolejnego spotkania Diaza z komisją sportową zmniejszono mu karę do 1,5 roku zawieszenia oraz nałożono grzywnę w wysokości 100,000 USD.

## Poglądy na temat dopingu
Diaz otwarcie przyznaje się do regularnego zażywania marihuany (oraz usuwania z organizmu jej śladów przed testami antydopingowymi), którą oficjalnie stosuje jako lekarstwo na ADHD (w Kalifornii jej kupno jest legalne na podstawie recepty lekarskiej). Negatywnie wypowiada się natomiast o sterydach anabolicznych, które według niego są powszechnie stosowane przez innych zawodników MMA, a przy tym znacznie bardziej szkodliwe dla sportu, jak i zdrowia sportowców.

## Osiągnięcia

### Mieszane sztuki walki
- 2001-2003: mistrz Stanów Zjednoczonych IFC w wadze półśredniej
- 2002: King of the Mountain – 2. miejsce w turnieju wagi półśredniej
- 2003: mistrz Ameryki IFC w wadze półśredniej
- 2003: mistrz ISKA w wadze półśredniej
- 2003: mistrz WEC w wadze półśredniej
- 2010-2011: mistrz Strikeforce w wadze półśredniej

### Grappling
- 2004: US Brasilian Jiu-Jitsu Open – 1. miejsce (purpurowe pasy)
- 2005: Mistrzostwa Panamerykańskie IBJJF w Jiu-jitsu – 1. miejsce w kat. półśredniej (brązowe pasy)[18]
- 2005: Mistrzostwa Panamerykańskie IBJJF w Jiu-jitsu – 3. miejsce w kat. otwartej (brązowe pasy)[18]

### Triathlon[19]
- 2009:
  - XTERRA Real – 4. miejsce
  - XTERRA Del Valle – 3. miejsce
  - XTERRA Lake Tahoe – 5. miejsce

- 2010:
  - XTERRA Del Valle – 7. miejsce
  - XTERRA Tahoe City – 6. miejsce
  - XTERRA West Championship – 8. miejsce
  - TBF Tri for Real #1 – 2. miejsce
  - XTERRA West Regional Final Point Standing – 3. miejsce

- 2011:
  - XTERRA Lake Tahoe – 1. miejsce
  - TBF Tri for Real #3 – 2. miejsce
  - Donner Lake Triathlon – 6. miejsce
  - XTERRA Tahoe City – 4. miejsce
  - TBF Tri for Real #1 – 2. miejsce
  - XTERRA Pacific Championship – 7. miejsce
  - XTERRA REAL 5. miejsce